# Donnie McGrath
Donald Michael McGrath (Mount Kisco, New York, 7 de mayo de 1984) es un exjugador de baloncesto estadounidense con nacionalidad irlandesa, que jugaba de base. Representó a Irlanda a nivel internacional. 

## Carrera deportiva
El base se formó en la Universidad de Providence, más tarde no sería drafteado en 2006. Con nacionalidad irlandesa, McGrath es un habitual de los 'playground' neoyorquinos, donde es conocido como 'D-Mac' y donde se ha ganado una gran reputación durante las ligas de verano.
El base americano con pasaporte irlandés, tiene una larga trayectoria en Europa, donde ha estado en equipos importantes como la Virtus de Bolonia o el Zalgiris Kaunas.
En la temporada 2013-14 promedió de, 4.0 puntos y 1.4 rebotes con el Anadolu en Euroliga, y posteriormente 9.2 puntos y 4.6 asistencias en la VTB con el Oktyabr.
Regresó a los Estados Unidos en 2016 para incorporarse a los Long Island Nets de la G-League, pero fue desvinculado del equipo el 5 de enero de 2017.
El 28 de febrero de 2018 se anunció su fichaje por parte del Cagliari Dinamo Academy de la Serie A2 de Italia, sin embargo diez días después abandonó el equipo por motivos personales sin haber llegado a debutar oficialmente.

## Selección nacional
McGrath fue miembro de la  selección de baloncesto de Irlanda entre 2006 y 2009, jugando los partidos de clasificación a la División B del Eurobasket de 2007 y 2009. 